# Oksana Syrojid
Oksana Iwaniwna Syrojid, ukr. Оксана Іванівна Сироїд (ur. 2 maja 1976 w Horodyszczu w rejonie sokalskim) – ukraińska polityk, prawniczka i aktywistka społeczna, posłanka do Rady Najwyższej VIII kadencji i jej wiceprzewodnicząca (2014–2019).

## Życiorys
W 1997 uzyskała licencjat z zakresu prawa na Akademii Kijowsko-Mohylańskiej, a w 2000 magisterium na Kijowskim Uniwersytecie Narodowym im. Tarasa Szewczenki. W okresie 2002–2003 kształciła się na prywatnym kanadyjskim Ottawa University.
W 1994 została asystentką dysydenta Mychajła Horynia, następnie pracowała dla Ihora Juchnowskiego. Od 1997 do 2002 zatrudniona na różnych stanowiskach analitycznych i doradczych, później w czasie studiów w Kanadzie praktykowała w firmie prawniczej Gowlings. Po powrocie na Ukrainę prowadziła własną działalność gospodarczą, następnie do 2004 do 2012 była menedżerem projektów prowadzonych na Ukrainie przez OBWE. W 2012 została dyrektorem Ukraińskiej Fundacji Prawniczej, sponsorowanej przez George'a Sorosa.
W wyborach parlamentarnych z 26 października 2014 kandydowała z czwartego miejsca na liście krajowej ugrupowania Samopomoc Andrija Sadowego, uzyskując mandat posłanki. Została następnie wybrana na wiceprzewodniczącą Rady Najwyższej, stając się pierwszą kobietą w prezydium ukraińskiego parlamentu. W 2019 jej ugrupowanie nie przekroczyło wyborczego progu do Rady Najwyższej. W tym samym roku Oksana Syrojid została nową przewodniczącą Samopomocy.